# Varennes-Vauzelles
Varennes-Vauzelles település Franciaországban, Nièvre megyében. Lakosainak száma 9166 fő (2022. január 1.). Varennes-Vauzelles Parigny-les-Vaux, Coulanges-lès-Nevers, Fourchambault, Garchizy, Marzy, Nevers, Pougues-les-Eaux és Urzy községekkel határos.

## Népesség
A település népessége az elmúlt években az alábbi módon változott:
| Lakosok száma | 9440 | 9449 | 9589 | 9298 | 9207 | 9201 | 9195 | 9180 | 9166 |
|               | 2013 | 2015 | 2016 | 2017 | 2018 | 2019 | 2020 | 2021 | 2022 |